# Berlingo
Berlingo (Berlènch o Berlingh in dialetto bresciano) è un comune italiano di 2 731 abitanti della provincia di Brescia in Lombardia.

## Geografia fisica
Il territorio ha un'estensione di circa 4 km quadrati, comprendente, oltre al borgo principale, anche la frazione Berlinghetto che sorge a soli 800 metri dal capoluogo, e si stende nella parte più settentrionale della zona dei fontanili, di cui è ricco e che alimentano numerosi canali di bonifica.

### Clima
Il clima a Berlingo è caldo e temperato, con piovosità significativa durante tutto l'anno.
La temperatura media annuale è di 13 °C, essendo luglio il mese con temperature più alte (28,2 °C) e gennaio il mese con temperature più basse (-0,8 °C).
La piovosità media annuale è di 1077 mm. In particolare le piogge sono più scarse nel mese di gennaio (54 mm) e più abbondanti nel mese di novembre (122 mm).
| [ 6 ]               | Mesi | Mesi | Mesi | Mesi | Mesi | Mesi | Mesi | Mesi | Mesi | Mesi | Mesi | Mesi | Stagioni | Stagioni | Stagioni | Stagioni | Anno  |
| [ 6 ]               | Gen  | Feb  | Mar  | Apr  | Mag  | Giu  | Lug  | Ago  | Set  | Ott  | Nov  | Dic  | Inv      | Pri      | Est      | Aut      | Anno  |
| ------------------- | ---- | ---- | ---- | ---- | ---- | ---- | ---- | ---- | ---- | ---- | ---- | ---- | -------- | -------- | -------- | -------- | ----- |
| T. max. media (°C)  | 6,8  | 8,8  | 13,5 | 17,4 | 21,6 | 26,2 | 28,2 | 27,7 | 22,8 | 17,6 | 11,8 | 7,3  | 7,6      | 17,5     | 27,4     | 17,4     | 17,5  |
| T. min. media (°C)  | −0,8 | −0,3 | 2,7  | 6,6  | 11,0 | 15,7 | 18,2 | 18,2 | 14,4 | 10,3 | 5,3  | 0,5  | −0,2     | 6,8      | 17,4     | 10,0     | 8,5   |
| Precipitazioni (mm) | 54   | 58   | 68   | 93   | 104  | 100  | 86   | 95   | 115  | 116  | 122  | 66   | 178      | 265      | 281      | 353      | 1 077 |

## Storia
Le origini degli insediamenti si fanno risalire ad un pagus di origine romana, mentre il toponimo, sicuramente di epoca posteriore, si spiega con varie ipotesi. Oltre a quella morfologica che fa derivare il suffisso -ingo come tutti quelli in -engo a origini gote o longobarde, se ne presentano altre due: secondo la prima il nome sarebbe la corruzione della parola "labirinto" che in tempi remoti indicava luoghi di proprietà Calini, secondo l’altra, adottata dal Gnaga, si associa il nome a berlengum, termine con cui, in tempi remoti, si indicava un campo adibito a funzione specifica di cui si è perso il significato.
Nell'alto medioevo il territorio venne legato alla pieve di Trenzano, mentre il domino feudale fu affidato a proprietà religiose: il vescovo di Brescia, i monasteri di San Faustino e di Rodengo. Col tempo queste proprietà passarono nelle mani di grandi famiglie feudatarie o possedenti, quali gli Emili, i Ducco e, soprattutto, i Calini i quali, nel corso del '600 costituirono la villa Berlingo che aveva un giardino-labirinto.
Più tardi dominarono i marchesi Piovanelli della Santella e, soprattutto, per più lungo tempo, i Martinengo. Le proprietà religiose, prima, e feudali, poi, avviarono e svilupparono la bonifica dei terreni e la costruzione delle cascine che, data la non vasta estensione dei territori, sorsero in minor numero in campagna e maggiormente entro gli stessi nuclei urbani di Berlingo e di Berlinghetto.
Fra quelle rurali sono notevoli la cascina Martinenga, a Berlinghetto, dalla marcata struttura a corte chiusa con importante casa patronale, e la cascina Piovanelli, dai portici notevoli per le colonne in marmo, nella località della Santella Mora, dove sono raggruppate diverse corti.
Nel territorio urbano di Berlingo sorge anche il Palazzo ex Gorno-Tempini che per secoli fu proprietà della famiglia dei Conti Calini, che fondò una parte più antica della città, che esisteva fin dall'epoca romana, il quale fu di proprietà della parrocchia di Trenzano, poi del monastero dei Santi Faustino e Giovita di Brescia (la città più vicina), poi ancora dell'abbazia di Rodengo Saiano e infine, prima di passare alle famiglie Calini e Ducco, fu proprietà della mensa del Vescovo di Brescia. Il complesso di edifici storici che ne compongono la struttura era certamente il centro del governo della proprietà dei conti Calini nella zona, che consistono in molte case coloniche sparse nelle pianure e nelle terre circostanti. Il nome stesso del paese sarebbe legato alla famiglia Calini e, come può derivare da un esame delle politiche relative alla valutazione della famiglia nobile, sarebbe il risultato di un'evoluzione progressiva, compiuta tra il XVI e il XVII secolo, il nome "Labirinto", un nome che originariamente identificava il luogo. La stretta configurazione e le strutture costruttive compatte che costituiscono il corpo dell'edificio sono anche dovute a quella parte di esse che si presenta singolarmente inclinata rispetto agli edifici rimanenti che circondano la grande corte rurale orientale, per i punti di forza l'ipotesi che l'edificio esistente fosse parte dell'antica curtis medievale, esistita prima delle trasformazioni eseguite dai Calini. La struttura attuale, in termini di grandi caratteristiche architettoniche, è sicuramente attribuibile al XV secolo, e in alcuni casi è stata in parte correlata al tipo di villa di campagna quattrocentesca, caratterizzata dall'enfasi sulla verticalità e l'aspetto fortificato ottenuto attraverso scarpe e fiammati a forma di torre agli angoli dell'edificio, nel quale spicca unica nella cinta urbana, la torretta di osservazione.
Ciò sembra confermato da analogie tipologiche e stilistiche con altri edifici del distretto in questione. Notevoli sono alcuni elementi architettonici, quali volte a vela e volte a crociera a ombrello, situate al piano terra, poggianti su mensole in pietra finemente intagliate con una punta di diamante. Negli ambienti interni, il maniero ha il duplice scopo della vacanza e la presenza nei luoghi di produzione agricola. Ci sono tre camini in marmo (due bianchi, marmo Botticino e uno rosa, marmo di Verona) di notevole fattura (secoli XV-XVI), pavimenti in terracotta originali, soffitti a cassettoni e vari motivi decorativi. A ovest dell'edificio vi è un grande parco circondato su tutti i lati da quasi 150 alti alberi secolari che creano un effetto suggestivo e una prospettiva spaziale che non è ancora toccata e su cui l'edificio è aperto da un'ampia loggia che collega il parco con la stessa corte rurale. Le cascine urbane costituiscono una gran parte del patrimonio edilizio del centro storico, sono fornite di aie e di portici ormai poco utilizzati, salvo quelle di alcune aziende pienamente funzionanti, e attendono una riconversione degli spazi che si spera rispettosa del patrimonio storico-culturale che esse esprimono.
Le bonifiche, oltre che fruire delle seriole formate dai fontanili locali, si avvalgono, per l'irrigazione, anche di canali derivati dall'Oglio attraverso i territori di Urago e di Cossirano, tra cui, principalmente, il vaso Baioncello e la roggia Calina.
I Calini costruirono anche una cappelletta destinata a diventare il centro della parrocchia di Berlingo che alla fine del 1500 era già quasi autonoma da Travagliato, mentre il Comune si formò solo intorno al 1600.
L'attuale parrocchiale, dedicata alla natività di Maria Vergine, si deve alla progettazione dell'architetto Gaspare Turbini del 1788, ma la sua facciata è del 1902. Più antica, invece, è la parrocchiale di Berlinghetto, dedicata a Santa Maria Assunta e san Rocco, che risale al 1694. Fra le chiese minori è da ricordare quella di origine altomedioevale chiamata "dei morti", perché sul muro esterno che dà sulla strada mostra una danza macabra.
Nei tempi moderni accanto all’attività agricola, si sviluppò a Berlingo una vasta attività edilizia cui si dedicarono molte imprese e molti muratori che lavorarono nei comuni circostanti, e soprattutto, gravitano verso la città.

### Simboli
Lo stemma e il gonfalone sono stati concessi con D.P.R. del 15 luglio 1987.
L'emblema con le due torri è documentato per la prima volta in un sigillo comunale del 1808, anche che si può ritenere che fosse già in uso precedentemente. È probabile che le due torri alludano ai due centri di Berlingo e Berlinghetto uniti in un unico comune simboleggiato dalla stella centrale. La denominazione ufficiale di "Comune di Berlingo con Berlinghetto" fu in uso dal 1797 al 1809 e dal 1816 al 1859.
Il gonfalone è un drappo di bianco.

## Società

### Evoluzione demografica
Abitanti censiti

## Infrastrutture e trasporti
Fra il 1928 e il 1954 a Berlingo fu attiva una fermata lungo una deviazione appositamente realizzata della tranvia Brescia-Soncino.

## Amministrazione
| Periodo          | Periodo          | Primo cittadino                | Partito                                           | Carica           | Note   |
| ---------------- | ---------------- | ------------------------------ | ------------------------------------------------- | ---------------- | ------ |
| 24 aprile 1995   | 14 giugno 2004   | Giovanni Orizio                | lista civica "Per un Paese Migliore"              | Sindaco          |        |
| 14 giugno 2004   | 17 dicembre 2012 | Dario Ciapetti                 | lista civica "Per un Paese Migliore"              | Sindaco          | [ 11 ] |
| 17 dicembre 2012 | 27 maggio 2013   | Carlo Gandossi                 | lista civica "Per un Paese Migliore"              | Vicesindaco f.f. |        |
| 27 maggio 2013   | 11 giugno 2018   | Cristina Bellini               | lista civica "Berlingo Virtuosa" (centrosinistra) | Sindaco          |        |
| 11 giugno 2018   | 3 agosto 2018    | Salvatore Rosario Pasquariello |                                                   | Commissario      | [ 12 ] |
| 3 agosto 2018    | in carica        | Nicola Venturo                 |                                                   | Commissario      | [ 13 ] |